# Грем'яч (пункт пропуску)
52°21′55″ пн. ш. 33°14′40.8″ сх. д. / 52.36528° пн. ш. 33.244667° сх. д.
Грем'я́ч — пункт пропуску через державний кордон України на кордоні з Росією.
Розташований у Чернігівській області, Новгород-Сіверський район, поблизу однойменного села на автошляху Н27. Із російського боку знаходиться пункт пропуску «Погар», Брянська область на трасі у напрямку Погара.
Вид пункту пропуску — автомобільний. Статус пункту пропуску — міжнародний.
Характер перевезень — пасажирський, вантажний.
Окрім радіологічного, митного та прикордонного контролю, пункт пропуску «Грем'яч» може здійснювати санітарний, фітосанітарний, ветеринарний, екологічний контроль та контроль Служби міжнародних автомобільних перевезень.
Пункт пропуску «Грем'яч» входить до складу митного посту «Грем'яч» Чернігівської митниці. Код пункту пропуску — 10210 10 00 (11).